# Holocheilus monocephalus
A Holocheilus monocephalus é uma rara espécie de planta que ocorre nos campos úmidos e turfosos de Aparados da Serra Geral, em altitudes superiores a 1.000 metros, no estado brasileiro do Rio Grande do Sul.